# Menstruele extractie
Menstruele extractie is het leegzuigen van de inhoud van de baarmoeder met een klein plastic slangetje dat via de cervix wordt ingebracht, zodat er geen menstruatie optreedt. Deze methode dient tevens als anticonceptie, want een eventueel aanwezige vrucht wordt op deze manier geaborteerd.
Een menstruele extractie wordt over het algemeen uitgevoerd net vóór de dag waarop men normaal een menstruatie verwacht. Deze methode heeft vooral in de diverse Amerikaanse (feministische) vrouwenbewegingen veel succes.